# MTV Movie Award a legjobb csókért
Ez a szócikk a legjobb csók kategóriában MTV Movie & TV Awards díjjal kitüntetett színészek listáját tartalmazza.
A legtöbb díjat (négy-négy alkalommal) Kristen Stewart és Robert Pattinson kapta a kategóriában.

## Győztesek és jelöltek

### 1990-es évek
| Év           | Színészek                                     | Magyar cím                       | Eredeti cím                         |
| ------------ | --------------------------------------------- | -------------------------------- | ----------------------------------- |
| 1992 1. gála | Anna Chlumsky és Macaulay Culkin              | My Girl – Az első szerelem       | My Girl                             |
| 1992 1. gála | Anjelica Huston és Raúl Juliá                 | Addams Family – A galád család   | The Addams Family                   |
| 1992 1. gála | Annette Bening és Warren Beatty               | Bugsy                            | Bugsy                               |
| 1992 1. gála | Juliette Lewis és Robert De Niro              | Cape Fear – A rettegés foka      | Cape Fear                           |
| 1992 1. gála | Priscilla Presley és Leslie Nielsen           | Csupasz pisztoly 2 és 1/2        | The Naked Gun 2½: The Smell of Fear |
| 1993 2. gála | Christian Slater és Marisa Tomei              | Rakoncátlan szív                 | Untamed Heart                       |
| 1993 2. gála | Pauline Brailsford és Tom Hanks               | Micsoda csapat!                  | A League of Their Own               |
| 1993 2. gála | Michelle Pfeiffer és Michael Keaton           | Batman visszatér                 | Batman Returns                      |
| 1993 2. gála | Winona Ryder és Gary Oldman                   | Drakula                          | Bram Stoker's Dracula               |
| 1993 2. gála | Mel Gibson és Rene Russo                      | Halálos fegyver 3.               | Lethal Weapon 3                     |
| 1993 2. gála | Woody Harrelson és Rosie Perez                | Zsákolj, ha tudsz!               | White Men Can't Jump                |
| 1994 3. gála | Demi Moore és Woody Harrelson                 | Tisztességtelen ajánlat          | Indecent Proposal                   |
| 1994 3. gála | Patricia Arquette és Christian Slater         | Tiszta románc                    | True Romance                        |
| 1994 3. gála | Kim Basinger és Dana Carvey                   | Wayne világa 2.                  | Wayne's World 2                     |
| 1994 3. gála | Jason James Richter és Willy                  | Szabadítsátok ki Willyt!         | Free Willy                          |
| 1994 3. gála | Winona Ryder és Ethan Hawke                   | Nyakunkon az élet                | Reality Bites                       |
| 1995 4. gála | Jim Carrey és Lauren Holly                    | Dumb és Dumber – Dilibogyók      | Dumb and Dumber                     |
| 1995 4. gála | Julie Delpy és Ethan Hawke                    | Mielőtt felkel a Nap             | Before Sunrise                      |
| 1995 4. gála | Juliette Lewis és Woody Harrelson             | Született gyilkosok              | Natural Born Killers                |
| 1995 4. gála | Sandra Bullock és Keanu Reeves                | Féktelenül                       | Speed                               |
| 1995 4. gála | Jamie Lee Curtis és Arnold Schwarzenegger     | True Lies – Két tűz között       | True Lies                           |
| 1996 5. gála | Natasha Henstridge és Anthony Guidera         | A lény                           | Species                             |
| 1996 5. gála | Antonio Banderas és Salma Hayek               | Desperado                        | Desperado                           |
| 1996 5. gála | Jim Carrey és Sophie Okonedo                  | Ace Ventura 2. – Hív a természet | Ace Ventura: When Nature Calls      |
| 1996 5. gála | Winona Ryder és Dermot Mulroney               | A szerelem színei                | How to Make an American Quilt       |
| 1996 5. gála | Aitana Sánchez-Gijón és Keanu Reeves          | Pár lépés a mennyország          | A Walk in the Clouds                |
| 1997 6. gála | Will Smith és Vivica A. Fox                   | A függetlenség napja             | Independence Day                    |
| 1997 6. gála | Claire Danes és Leonardo DiCaprio             | Rómeó + Júlia                    | Romeo + Juliet                      |
| 1997 6. gála | Gina Gershon és Jennifer Tilly                | Fülledtség                       | Bound                               |
| 1997 6. gála | Kyra Sedgwick és John Travolta                | A csodabogár                     | Phenomenon                          |
| 1997 6. gála | Christine Taylor és Christopher Daniel Barnes | A Brady család 2.                | A Very Brady Sequel                 |
| 1998 7. gála | Adam Sandler és Drew Barrymore                | Nászok ásza                      | The Wedding Singer                  |
| 1998 7. gála | Joey Lauren Adams és Carmen Llywelyn          | Comic strip – Képtelen képregény | Chasing Amy                         |
| 1998 7. gála | Matt Damon és Minnie Driver                   | Good Will Hunting                | Good Will Hunting                   |
| 1998 7. gála | Leonardo DiCaprio és Kate Winslet             | Titanic                          | Titanic                             |
| 1998 7. gála | Kevin Kline és Tom Selleck                    | A boldogító nem                  | In & Out                            |
| 1999 8. gála | Gwyneth Paltrow és Joseph Fiennes             | Szerelmes Shakespeare            | Shakespeare in Love                 |
| 1999 8. gála | George Clooney és Jennifer Lopez              | Mint a kámfor                    | Out of Sight                        |
| 1999 8. gála | Matt Dillon, Denise Richards és Neve Campbell | Vad vágyak                       | Wild Things                         |
| 1999 8. gála | Jeremy Irons és Dominique Swain               | Lolita                           | Lolita                              |
| 1999 8. gála | Ben Stiller és Cameron Diaz                   | Keresd a nőt!                    | There's Something About Mary        |

### 2000-es évek
| Év            | Színészek                                | Magyar cím                                             | Eredeti cím                                 |
| ------------- | ---------------------------------------- | ------------------------------------------------------ | ------------------------------------------- |
| 2000 9. gála  | Sarah Michelle Gellar és Selma Blair     | Kegyetlen játékok                                      | Cruel Intentions                            |
| 2000 9. gála  | Drew Barrymore és Michael Vartan         | A bambanő                                              | Never Been Kissed                           |
| 2000 9. gála  | Katie Holmes és Barry Watson             | Bosszúból jeles                                        | Teaching Mrs. Tingle                        |
| 2000 9. gála  | Hilary Swank és Chloë Sevigny            | A fiúk nem sírnak                                      | Boys Don't Cry                              |
| 2001 10. gála | Julia Stiles és Sean Patrick Thomas      | A szívem érted RAPes                                   | Save the Last Dance                         |
| 2001 10. gála | Jon Abrahams és Anna Faris               | Horrorra akadva, avagy tudom, kit ettél tavaly nyárson | Scary Movie                                 |
| 2001 10. gála | Ben Affleck és Gwyneth Paltrow           | Szívörvény                                             | Bounce                                      |
| 2001 10. gála | Tom Hanks és Helen Hunt                  | Számkivetett                                           | Cast Away                                   |
| 2001 10. gála | Anthony Hopkins és Julianne Moore        | Hannibal                                               | Hannibal                                    |
| 2002 11. gála | Jason Biggs és Seann William Scott       | Amerikai pite 2.                                       | American Pie 2                              |
| 2002 11. gála | Nicole Kidman és Ewan McGregor           | Moulin Rouge!                                          | Moulin Rouge!                               |
| 2002 11. gála | Mia Kirshner és Beverly Polcyn           | Már megint egy dilis amcsi film                        | Not Another Teen Movie                      |
| 2002 11. gála | Heath Ledger és Shannyn Sossamon         | Lovagregény                                            | A Knight's Tale                             |
| 2002 11. gála | Renée Zellweger és Colin Firth           | Bridget Jones naplója                                  | Bridget Jones's Diary                       |
| 2003 12. gála | Tobey Maguire és Kirsten Dunst           | Pókember                                               | Spider-Man                                  |
| 2003 12. gála | Ben Affleck és Jennifer Garner           | Daredevil – A fenegyerek                               | Daredevil                                   |
| 2003 12. gála | Nick Cannon és Zoë Saldana               | Dobszóló                                               | Drumline                                    |
| 2003 12. gála | Leonardo DiCaprio és Cameron Diaz        | New York bandái                                        | Gangs of New York                           |
| 2003 12. gála | Adam Sandler és Emily Watson             | Kótyagos szerelem                                      | Punch-Drunk Love                            |
| 2004 13. gála | Owen Wilson, Carmen Electra és Amy Smart | Starsky és Hutch                                       | Starsky & Hutch                             |
| 2004 13. gála | Charlize Theron és Christina Ricci       | A rém                                                  | Monster                                     |
| 2004 13. gála | Keanu Reeves és Monica Bellucci          | Mátrix – Újratöltve                                    | The Matrix Reloaded                         |
| 2004 13. gála | Jim Carrey és Jennifer Aniston           | A minden6ó                                             | Bruce Almighty                              |
| 2004 13. gála | Shawn Ashmore és Anna Paquin             | X-Men 2.                                               | X2                                          |
| 2005 14. gála | Ryan Gosling és Rachel McAdams           | Szerelmünk lapjai                                      | The Notebook                                |
| 2005 14. gála | Natalie Portman és Zach Braff            | A régi környék                                         | Garden State                                |
| 2005 14. gála | Gwyneth Paltrow és Jude Law              | Sky kapitány és a holnap világa                        | Sky Captain and the World of Tomorrow       |
| 2005 14. gála | Jennifer Garner és Natassia Malthe       | Elektra                                                | Elektra                                     |
| 2005 14. gála | Elisha Cuthbert és Emile Hirsch          | Szüzet szüntess                                        | The Girl Next Door                          |
| 2006 15. gála | Heath Ledger és Jake Gyllenhaal          | Brokeback Mountain – Túl a barátságon                  | Brokeback Mountain                          |
| 2006 15. gála | Taraji P. Henson és Terrence Howard      | Nyomulj és nyerj                                       | Hustle & Flow                               |
| 2006 15. gála | Anna Faris és Chris Marquette            | Csak barátok                                           | Just Friends                                |
| 2006 15. gála | Angelina Jolie és Brad Pitt              | Mr. és Mrs. Smith                                      | Mr. & Mrs. Smith                            |
| 2006 15. gála | Rosario Dawson és Clive Owen             | Sin City – A bűn városa                                | Sin City                                    |
| 2007 16. gála | Will Ferrell és Sacha Baron Cohen        | Taplógáz: Ricky Bobby legendája                        | Talladega Nights: The Ballad of Ricky Bobby |
| 2007 16. gála | Cameron Diaz és Jude Law                 | Holiday                                                | The Holiday                                 |
| 2007 16. gála | Columbus Short és Meagan Good            | Lökd a ritmust                                         | Stomp the Yard                              |
| 2007 16. gála | Mark Wahlberg és Elizabeth Banks         | Legyőzhetetlen                                         | Invincible                                  |
| 2007 16. gála | Marlon Wayans és Brittany Daniel         | Kiscsávó                                               | Little Man                                  |
| 2008 17. gála | Briana Evigan és Robert Hoffman          | Streetdance – Step Up 2.                               | Step Up 2: The Streets                      |
| 2008 17. gála | Amy Adams és Patrick Dempsey             | Bűbáj                                                  | Enchanted                                   |
| 2008 17. gála | Shia LaBeouf és Sarah Roemer             | Disturbia                                              | Disturbia                                   |
| 2008 17. gála | Elliot Page és Michael Cera              | Juno                                                   | Juno                                        |
| 2008 17. gála | Daniel Radcliffe és Katie Leung          | Harry Potter és a Főnix Rendje                         | Harry Potter and the Order of the Phoenix   |
| 2009 18. gála | Kristen Stewart és Robert Pattinson      | Alkonyat                                               | Twilight                                    |
| 2009 18. gála | Angelina Jolie és James McAvoy           | Wanted                                                 | Wanted                                      |
| 2009 18. gála | Freida Pinto és Dev Patel                | Gettómilliomos                                         | Slumdog Millionaire                         |
| 2009 18. gála | James Franco és Sean Penn                | Milk                                                   | Milk                                        |
| 2009 18. gála | Paul Rudd és Thomas Lennon               | Spancserek                                             | I Love You, Man                             |
| 2009 18. gála | Vanessa Hudgens és Zac Efron             | High School Musical 3. – Végzősök                      | High School Musical 3: Senior Year          |

### 2010-es évek
| Év            | Színészek                                      | Magyar cím                          | Eredeti cím                                  |
| ------------- | ---------------------------------------------- | ----------------------------------- | -------------------------------------------- |
| 2010 19. gála | Kristen Stewart és Robert Pattinson            | Alkonyat – Újhold                   | Twilight                                     |
| 2010 19. gála | Kristen Stewart és Dakota Fanning              | The Runaways – A rocker csajok      | The Runaways                                 |
| 2010 19. gála | Sandra Bullock és Ryan Reynolds                | Nász-ajánlat                        | The Proposal                                 |
| 2010 19. gála | Taylor Swift és Taylor Lautner                 | Valentin nap                        | Valentine's Day                              |
| 2010 19. gála | Zoë Saldana és Sam Worthington                 | Avatar                              | Avatar                                       |
| 2011 20. gála | Kristen Stewart és Robert Pattinson            | Alkonyat – Napfogyatkozás           | The Twilight Saga: Eclipse                   |
| 2011 20. gála | Elliot Page és Joseph Gordon-Levitt            | Eredet                              | Inception                                    |
| 2011 20. gála | Emma Watson és Daniel Radcliffe                | Harry Potter és a Halál ereklyéi 1. | Harry Potter and the Deathly Hallows: Part 1 |
| 2011 20. gála | Kristen Stewart és Taylor Lautner              | Alkonyat – Napfogyatkozás           | The Twilight Saga: Eclipse                   |
| 2011 20. gála | Natalie Portman és Mila Kunis                  | Fekete hattyú                       | Black Swan                                   |
| 2012 21. gála | Kristen Stewart és Robert Pattinson            | Alkonyat – Hajnalhasadás 1. rész    | The Twilight Saga: Breaking Dawn – Part 1    |
| 2012 21. gála | Ryan Gosling és Emma Stone                     | Őrült, dilis, szerelem              | Crazy, Stupid, Love                          |
| 2012 21. gála | Emma Watson és Rupert Grint                    | Harry Potter és a Halál ereklyéi 2. | Harry Potter and the Deathly Hallows: Part 2 |
| 2012 21. gála | Jennifer Lawrence és Josh Hutcherson           | Az éhezők viadala                   | The Hunger Games                             |
| 2012 21. gála | Channing Tatum és Rachel McAdams               | Fogadom                             | The Vow                                      |
| 2013 22. gála | Jennifer Lawrence és Bradley Cooper            | Napos oldal                         | Silver Linings Playbook                      |
| 2013 22. gála | Emma Watson és Logan Lerman                    | Egy különc srác feljegyzései        | The Perks of Being a Wallflower              |
| 2013 22. gála | Kara Hayward és Jared Gilman                   | Holdfény királyság                  | Moonrise Kingdom                             |
| 2013 22. gála | Kerry Washington és Jamie Foxx                 | Django elszabadul                   | Django Unchained                             |
| 2013 22. gála | Mila Kunis és Mark Wahlberg                    | Ted                                 | Ted                                          |
| 2014 23. gála | Emma Roberts, Jennifer Aniston és Will Poulter | Családi üzelmek                     | We're the Millers                            |
| 2014 23. gála | Ashley Benson, James Franco és Vanessa Hudgens | Spring Breakers – Csajok szabadon   | Spring Breakers                              |
| 2014 23. gála | Jennifer Lawrence és Amy Adams                 | Amerikai botrány                    | American Hustle                              |
| 2014 23. gála | Joseph Gordon-Levitt és Scarlett Johansson     | Don Jon                             | Don Jon                                      |
| 2014 23. gála | Shailene Woodley és Miles Teller               | Az élet habzsolva jó                | The Spectacular Now                          |
| 2015 24. gála | Shailene Woodley és Ansel Elgort               | Csillagainkban a hiba               | The Fault in Our Stars                       |
| 2015 24. gála | Emma Stone és Andrew Garfield                  | A csodálatos Pókember 2.            | The Amazing Spider-Man 2                     |
| 2015 24. gála | James Franco és Seth Rogen                     | Az interjú                          | The Interview                                |
| 2015 24. gála | Rose Byrne és Halston Sage                     | Rossz szomszédság                   | Neighbors                                    |
| 2015 24. gála | Scarlett Johansson és Chris Evans              | Amerika Kapitány: A tél katonája    | Captain America: The Winter Soldier          |
| 2016 25. gála | Rebel Wilson és Adam Devine                    | Tökéletes hang 2.                   | Pitch Perfect 2                              |
| 2016 25. gála | Amy Schumer és Bill Hader                      | Kész katasztrófa                    | Trainwreck                                   |
| 2016 25. gála | Dakota Johnson és Jamie Dornan                 | A szürke ötven árnyalata            | Fifty Shades of Grey                         |
| 2016 25. gála | Leslie Mann és Chris Hemsworth                 | Vakáció                             | Vacation                                     |
| 2016 25. gála | Margot Robbie és Will Smith                    | Focus – A látszat csal              | Focus                                        |
| 2016 25. gála | Morena Baccarin és Ryan Reynolds               | Deadpool                            | Deadpool                                     |
| 2017 26. gála | Ashton Sanders és Jharrel Jerome               | Holdfény                            | 'Moonlight                                   |
| 2017 26. gála | Emma Stone és Ryan Gosling                     | Kaliforniai álom                    | La La Land                                   |
| 2017 26. gála | Emma Watson és Dan Stevens                     | A szépség és a szörnyeteg           | Beauty and the Beast                         |
| 2017 26. gála | Taraji P. Henson és Terrence Howard            | Empire                              | Empire                                       |
| 2017 26. gála | Zac Efron és Anna Kendrick                     | Mike és Dave esküvőhöz csajt keres  | Mike and Dave Need Wedding Dates             |
| 2018 27. gála | Nick Robinson és Keiynan Lonsdale              | Kszi, Simon                         | Love, Simon                                  |
| 2018 27. gála | Gina Rodriguez és Justin Baldoni               | Szeplőtelen Jane                    | Jane the Virgin                              |
| 2018 27. gála | Olivia Cooke és Tye Sheridan                   | Ready Player One                    | Ready Player One                             |
| 2018 27. gála | KJ Apa és Camila Mendes                        | Riverdale                           | Riverdale                                    |
| 2018 27. gála | Finn Wolfhard és Millie Bobby Brown            | Stranger Things                     | Stranger Things                              |
| 2019 28. gála | Noah Centineo és Lana Condor                   | A fiúknak, akiket valaha szerettem  | To All the Boys I've Loved Before            |
| 2019 28. gála | Jason Momoa és Amber Heard                     | Aquaman                             | Aquaman                                      |
| 2019 28. gála | Charles Melton és Camila Mendes                | Riverdale                           | Riverdale                                    |
| 2019 28. gála | Ncuti Gatwa és Connor Swindells                | Szexoktatás                         | Sex Education                                |
| 2019 28. gála | Tom Hardy és Michelle Williams                 | Venom                               | Venom                                        |

### 2020-as évek
| 2020          | Nem tartották meg a díjátadót          | Nem tartották meg a díjátadót | Nem tartották meg a díjátadót | Nem tartották meg a díjátadót | Nem tartották meg a díjátadót | Nem tartották meg a díjátadót |
| 2021 29. gála | Chase Stokes és Madelyn Cline          | Outer Banks                   | Outer Banks                   |                               |                               |                               |
| 2021 29. gála | Jodie Comer és Sandra Oh               | Megszállottak viadala         | Killing Eve                   |                               |                               |                               |
| 2021 29. gála | Lily Collins és Lucas Bravo            | Emily Párizsban               | Emily in Paris                |                               |                               |                               |
| 2021 29. gála | Maitreyi Ramakrishnan és Jaren Lewison | Én még sosem...               | Never Have I Ever             |                               |                               |                               |
| 2021 29. gála | Regé-Jean Page és Phoebe Dynevor       | A Bridgerton család           | Bridgerton                    |                               |                               |                               |
| 2022 30. gála | Poopies és a kígyó                     | Mindörökké Jackass            | Jackass Forever               |                               |                               |                               |
| 2022 30. gála | Asmaa Abulyazeid és Ahmed Magdy        | Farah kisasszony              | Miss Farah                    |                               |                               |                               |
| 2022 30. gála | Hunter Schafer és Dominic Fike         | Eufória                       | Euphoria                      |                               |                               |                               |
| 2022 30. gála | Lily Collins és Lucien Laviscount      | Emily Párizsban               | Emily in Paris                |                               |                               |                               |
| 2022 30. gála | Robert Pattinson és Zoë Kravitz        | Batman                        | The Batman                    |                               |                               |                               |
| 2022 30. gála | Tom Holland és Zendaya                 | Pókember: Nincs hazaút        | Spider-Man: No Way Home       |                               |                               |                               |
| 2023 31. gála | Madison Bailey és Rudy Pankow          | Outer Banks                   | Outer Banks                   |                               |                               |                               |
| 2023 31. gála | Anna Torv és Philip Prajoux            | The Last of Us                | The Last of Us                |                               |                               |                               |
| 2023 31. gála | Harry Styles és David Dawson           | A rendőröm                    | My Policeman                  |                               |                               |                               |
| 2023 31. gála | Riley Keough és Sam Claflin            | Daisy Jones & the Six         | Daisy Jones & the Six         |                               |                               |                               |
| 2023 31. gála | Selena Gomez és Cara Delevingne        | Gyilkos a házban              | Only Murders in the Building  |                               |                               |                               |